# Mehren
Mehren là một đô thị thuộc huyện Altenkirchen, trong bang Rheinland-Pfalz, phía tây nước Đức. Đô thị Mehren có diện tích 3,67 km², dân số thời điểm ngày 31 tháng 12 năm 2006 là 488 người.